# 陈道耀
陈道耀，浙江绍兴人，是一名清朝政治人物。
陈道耀曾于1766年接替邓培蒋任南汇县知县一职，同年由李凤翔接任。